# Bistum Techiman
Das Bistum Techiman (lat.: Dioecesis Techimanensis) ist eine römisch-katholische Diözese mit Sitz in Techiman in Ghana. 
Papst Benedikt XVI. gründete es mit der Apostolischen Konstitution In Gana nova conditur dioecesis Techimanensis am 28. Dezember 2007 aus Gebietsabtretungen des Bistums Konongo-Mampong und des Bistums Sunyani und unterstellte es dem Erzbistum Kumasi als Suffraganbistum. Dominic Nyarko Yeboah ist Bischof seit dem 28. Dezember 2007.